# ライヴ・アット・サミット・スタジオ 1972
『ライヴ・アット・サミット・スタジオ 1972』（Live at Summit Studios, 1972）は、キング・クリムゾン・コレクターズ・クラブ（KCCC）が2000年に発売したCD。イングランドのロック・バンドであるキング・クリムゾンが1972年2月から4月まで行ったアメリカ・ツアーのライブ・アルバムで、同クラブの通算9作目に相当する。

## 解説

### 本作の内容
1972年3月12日にコロラド州デンバーのサミット・スタジオで行なわれたラジオ番組の公開演奏を収録。全8曲の内訳は以下のとおり。
- 『クリムゾン・キングの宮殿』（1969年）から1曲
- 『ポセイドンのめざめ』（1970年）から2曲
- 『アイランズ』（1971年）から1曲
- シングルB面収録曲1曲
- 即興演奏1曲
- 即興演奏1曲を含むカヴァー1曲
- 寸劇

当時のメンバーだったイアン・ウォーレスが、ロバート・フリップの依頼を受けてライナーノーツを執筆した。彼は本作と同様に1972年のアメリカ・ツアーの模様を収録したKCCCのアルバム『ライヴ・アット・ジャクソンヴィル 1972』（1998年）のライナーノーツでフリップが当時のメンバーについて指摘した点に対して、以下のように反論している。
『ライヴ・アット・ジャクソンヴィル 1972』を聴いてみると、我々は即興演奏をかなりうまくやっていたと思う。即興演奏とは予め構築された形式の上に新しい音符や音色の語彙を生み出す事である。ちょうどジャズ・ミュージシャンがスタンダードの「ヘッド」を演奏して、コード進行に沿ってソロを演奏するように。
この事についてロバートがライナーノーツに記している内容は不公平で、おそらく彼が抱いている当時の不快な記憶に影響されているのだろう。私は自分にはクリムゾンの音楽を演奏する力量が十分あったと思うし、メル・コリンズとの特に強い信頼関係を築いていた。忘れてはならないのは私が一年少々の経験しか持っていないベーシストと演奏していたことで、それはドラマーとしては容易なことではなかった。—本作ライナーノーツ"Notes From The Drum Stool"の抄訳

## 収録曲
邦題は日本盤CDに準拠。
| #         | タイトル | 作詞・作曲                                                                              | オリジナル                                         | 時間  |
| --------- | --- | --------------------------------------------------------------------------------------- | -------------------------------------------------- | ----- |
| 1.        | 「冷たい街の情景 Picture of a City」 | Robert Fripp, Pete Sinfield                                                             | 『ポセイドンのめざめ』（1970年）                   | 9:38  |
| 2.        | 「ケイデンスとカスケイド Cadence and Cascade」 | Fripp, Sinfield                                                                         | 『ポセイドンのめざめ』                             | 4:46  |
| 3.        | 「グルーン Groon」 | Fripp（インストゥルメンタル）                                                           | シングル『キャット・フード』B面（1970年）          | 13:49 |
| 4.        | 「21世紀のスキッツォイド・マン 21st Century Schizoid Man」 | Fripp, Greg Lake, Ian McDonald, Michael Giles, Sinfield                                 | 『クリムゾン・キングの宮殿』（1969年）             | 10:10 |
| 5.        | 「インプロヴィゼイション：サミット・ゴーイング・オン Improvisation: Summit Going On」 | Fripp, Mell Collins, Boz Burrell, Ian Wallace（インストゥルメンタル）                   |                                                    | 11:39 |
| 6.        | 「マイ・ホビー My Hobby」 |                                                                                         |                                                    | 1:31  |
| 7.        | 「船乗りの話 The Sailer's Tale」 | Fripp（インストゥルメンタル）                                                           | 『アイランズ』（1971年）                           | 6:52  |
| 8.        | 「ザ・クリエイター・ハズ・ア・マスター・プラン The Creator Has a Master Plan - インクルーディング インプロヴィゼイション：サミット&サムシング・エルス including Improvisation: Summit & Something Else」 | Pharoah Sanders, Leon Thomas - Fripp, Collins, Burrell, Wallace（インストゥルメンタル） | ファラオ・サンダース、アルバム『カーマ』（1969年） | 15:26 |
| 合計時間: | 合計時間: | 合計時間:                                                                               | 合計時間:                                          | 73:51 |

## ミュージシャン
- ロバート・フリップ　Robert Fripp – ギター、メロトロン
- メル・コリンズ　Mell Collins – サクソフォーン、フルート、メロトロン
- ボズ・バレル　Boz Burrell – ベース、リード・ヴォーカル
- イアン・ウォーレス　Ian Wallace – ドラムス、バッキング・ヴォーカル